# 2 août
Pour les articles homonymes, voir Deux-Août.
2 juillet 2 septembre
Chronologies thématiques
- Croisades
- Ferroviaires
- Sports
- Disney
- Anarchisme
- Catholicisme

Abréviations / Voir aussi
- (° 1852) = né en 1852
- († 1885) = mort en 1885
- a.s. = calendrier julien
- n.s. = calendrier grégorien
- Calendrier
- Calendrier perpétuel
- Liste de calendriers
- Naissances du jour

Le 2 août ou 2 aout est le 214e jour de l’année du calendrier grégorien, 215e lorsqu'elle est bissextile, il en reste ensuite 151.
Son équivalent était généralement le 15 thermidor du calendrier républicain / révolutionnaire français, officiellement dénommé jour de la brebis.

## Événements

### IVesiècleav. J.-C.
- 338 av. J.-C. : première bataille de Chéronée et victoire du roi Philippe II de Macédoine sur une coalition de cités grecques menée par Athènes.

### IIIesiècleav. J.-C.
- 216 av. J.-C. : bataille de Cannes, désastreuse défaite des Romains devant Hannibal, pendant la deuxième guerre punique.

### XIIesiècle
- 1133 : les barons anglo-normands prêtent serment de reconnaître Mathilde l'Emperesse comme héritière du trône, ainsi que son fils Henri II.

### XVIesiècle
- 1569 : la ville de Saint-Gaudens (en actuelle Haute-Garonne) est prise et pillée par les huguenots, menés par le comte de Montgomery.
- 1589 : à Saint-Cloud, grièvement poignardé la veille par Jacques Clément, le roi de France Henri III meurt, après avoir rappelé aux Grands que son successeur légitime était bien Henri IV, qui monte sur le trône à sa place[2].
- 1594 : Henri IV prend Noyon.

### XVIIesiècle
- 1665 : expédition française contre les pirates barbaresques de Tunis et d’Alger.

### XVIIIesiècle
- 1718 : traité de Londres, également appelé traité de la Quadruple-Alliance, en raison du nombre des parties en présence, le Royaume de France, le Royaume de Grande-Bretagne, les Provinces-unies, et le Saint-Empire romain germanique.
- 1738 : la France propose sa médiation à l’empereur germanique Charles VI, dans sa guerre avec la Turquie.
- 1798 : fin de la bataille d’Aboukir, voyant la victoire de la flotte britannique (guerres de la Révolution française).

### XIXesiècle
- 1802 (15 thermidor an X) : à la suite d’un plébiscite, Napoléon Bonaparte devient consul à vie (3 millions de oui, 1 600 non).
- 1819 : début des émeutes Hep-Hep à Wurtzbourg, en Bavière. Ces émeutes anti-juives se propagent en Allemagne durant l’été 1819, pendant lequel la foule pille les maisons et les magasins des Juifs.
- 1830 : abdication du roi Charles X, en France.

### XXesiècle
- 1903 : début de l’insurrection d'Ilinden en Macédoine, un soulèvement mené par la population slave contre l’occupant ottoman.
- 1914 : au cours d'une escarmouche, le caporal français Jules-André Peugeot et le sous-lieutenant allemand Albert Mayer sont tués à Joncherey. Âgés de 21 et 22 ans, ils sont les premiers militaires français et allemands tombés au champ d'honneur, dans ce qui sera la Première Guerre mondiale.
- 1914 : Mobilisation française de 1914
- 1916 : le sabotage autrichien cause l'immersion et la perte du navire italien Leonardo da Vinci, à Tarente (Première Guerre mondiale).
- 1928 : l'Italie signe un traité d'amitié de 20 ans avec l'Abyssinie.
- 1934 :
  - décès du maréchal Hindenburg, à l'âge de 87 ans, qui ouvre la voie à Hitler pour l'acquisition des pleins pouvoirs.
  - Hitler devient Führer und Reichskanzler d'Allemagne (Gleichschaltung).
- 1937 : adoption de la loi Marihuana Tax Act, aux États-Unis, taxant tous les acteurs de la filière chanvre.
- 1939 : envoi d'une lettre à Franklin D. Roosevelt par Albert Einstein et Leó Szilárd, l'exhortant à commencer le projet Manhattan pour développer l'arme nucléaire.
- 1940 : après avoir été dégradé au rang de colonel, puis mis à la retraite et enfin déchu de sa nationalité, le tribunal militaire de Clermont-Ferrand condamne à la peine capitale (peine de mort) par contumace le Général de Gaulle. Ses biens sont également confisqués.
- 1941 : début des massacres de Vrgin-Most, commis par les Oustachis croates contre la population serbe de la région de Vrgin-Most.
- 1943 : rébellion dans le camp d'extermination de Treblinka.
- 1945 : fin de la conférence de Potsdam.
- 1963 : les États-Unis annoncent qu'ils vont cesser toutes les ventes de matériel militaire à l'Afrique du Sud en raison de l'apartheid.
- 1964 : « incident » du golfe du Tonkin au cours duquel un destroyer américain aurait été attaqué par les Nord-Vietnamiens ; l'affaire entraînera l'intervention américaine dans la région.
- 1990 :
  - l'Irak envahit le Koweït, les États-Unis gèlent les avoirs irakiens. C'est le début de la crise préalable à la première guerre du Golfe.
  - Résolution 660 du Conseil de sécurité des Nations unies : demande de retrait immédiat et inconditionnel des forces irakiennes du Koweït.
- 1991 : signature d'un accord frontalier entre l'Argentine et le Chili, mettant fin à des litiges vieux de plus d'un siècle.
- 1993 : le Royaume-Uni ratifie le traité de Maastricht, bien que non-adhérent à l'euro et sa zone.
- 1997 : Mohammad Khatami devient le nouveau président de la République islamique d'Iran.

### XXIesiècle
- 2001 : le général bosno-serbe Radislav Krstić, reconnu coupable de génocide par le TPI de La Haye, est condamné à 46 ans de prison pour son rôle dans le massacre de milliers de musulmans à Srebrenica, en Bosnie-Herzégovine en juillet 1995.
- 2017 :  le jour du dépassement pour l'année 2017 est atteint[3].
- 2018 : fin d'une offensive menée à Deraa par l'armée arabe syrienne et ses alliés contre le Front du Sud puis contre l' État islamique qui reprennent entièrement le gouvernorat de Deraa et le gouvernorat de Qouneitra.

## Arts, culture et religion
- 1637 : l'abbaye d’Orval de l'actuelle province de Luxembourg belge est incendiée par des troupes suédoises au service de la France et par celles du maréchal de Châtillon Gaspard III de Coligny.
- 1967 : sortie dans les salles de cinéma américaines du film Dans la chaleur de la nuit qui va y triompher en attendant les Oscars[4].

## Sciences et techniques
- 1870 : ouverture à Londres du premier chemin de fer de type tube, le Tower Subway.
- 1932 : découverte du positon par le physicien Carl David Anderson.
- 1967 : le deuxième Blackwall Tunnel (en) est ouvert à Greenwich (Londres).
- 2020 : après 63 jours, 23 heures et 34 minutes passés à la Station spatiale internationale, les astronautes Robert Behnken et Douglas Hurley rentrent sur la planète Terre après leur mission historique de SpaceX et de la NASA.

## Économie et société
- 1980 : attentat en gare de Bologne en Émilie-Romagne italienne.
- 1985 : chute d'un avion de vol Delta Air Lines 191.
- 2023 : le jour du dépassement est atteint ce jour pour l'année 2023[5].

## Naissances

### XVesiècle
- 1455 : Jean Ier Cicéron de Brandebourg (Johann Ier Cicero von Brandenburg en allemand), prince-électeur de Brandebourg de 1486 à sa mort, quatrième souverain du margraviat issu de la famille des Hohenzollern († 9 janvier 1499).

### XVIesiècle
- 1533 : Theodor Zwinger l'Ancien, savant suisse († 10 mars 1588).
- 1571 : Charles Ier de Lorraine, 4e duc de Guise, homme politique français († 30 septembre 1640).

### XVIIesiècle
- 1612 : Saskia van Uylenburgh, femme et modèle du peintre néerlandais Rembrandt († 14 juin 1642).
- 1627 : Samuel van Hoogstraten, peintre néerlandais († 19 octobre 1678).
- 1672 : Johann Jakob Scheuchzer, savant suisse († 23 juin 1733).
- 1674 : Philippe II, duc d'Orléans, régent de France de 1715 à sa mort († 2 décembre 1723).
- 1696 : Mahmud Ier (محمودالأول), sultan ottoman de 1730 à sa mort († 13 décembre 1754).

### XVIIIesiècle
- 1703 : Lorenzo Ricci, chef jésuite italien († 24 novembre 1775).
- 1740 : Jean Baptiste Camille de Canclaux, général français de la Révolution († 27 décembre 1817).
- 1785 : Joséphine de Gallemant, peintre française († 14 juin 1836
- 1788 : Leopold Gmelin, chimiste allemand († 13 avril 1853).
- 1797 : Amédée Simon Dominique Thierry, historien français († 27 mars 1873).

### XIXesiècle
- 1834 : Frédéric Auguste Bartholdi, sculpteur français († 4 octobre 1904).
- 1835 : 
  - Elisha Gray, inventeur et entrepreneur américain († 21 janvier 1901).
  - Félix Jean Marie Louis Ancey, entomologiste français († 1er juin 1919).
- 1841 : Ingersoll Lockwood, avocat et écrivain américain († 30 septembre 1918).
- 1868 : Constantin Ier (Κωνσταντίνος Α΄ της Ελλάδα), roi de Grèce de 1913 à 1917 († 11 janvier 1923).
- 1871 :
  - Henri Amiot, homme politique français († 7 juin 1929).
  - John French Sloan, artiste américain († 8 septembre 1951).
- 1878 : Billy Wallace, joueur de rugby néo-zélandais († 2 mars 1972).
- 1884 :
  - Rómulo Gallegos, romancier et homme politique vénézuélien, président de la République en 1948 († 5 avril 1969).
  - Charles De Visscher, juriste belge († 2 janvier 1973).
- 1887 : Gilbert Brutus, joueur de rugby puis entraîneur, dirigeant et arbitre français († 7 mars 1944).
- 1891 : Arthur Bliss, compositeur britannique († 27 mars 1975).
- 1892 : Jack Warner, producteur de film canadien († 9 septembre 1978).
- 1893 : Régis Messac, écrivain français (disparu en Allemagne, en février 1945).
- 1894 : Carlo Galimberti, haltérophile italien, champion olympique († 10 août 1939).
- 1900 : Helen Morgan, actrice américaine († 9 octobre 1941).

### XXesiècle
- 1901 : Ignatius Kung Pin-mei (龚品梅), cardinal chinois, évêque de Shanghai († 12 mars 2000).
- 1905 :
  - Karl Amadeus Hartmann, compositeur allemand († 5 décembre 1963).
  - Myrna Loy, actrice américaine († 14 décembre 1993).
- 1909 : Jules Ruhfel, résistant français († 26 mars 1944).
- 1912 : Ann Dvorak, actrice américaine († 10 décembre 1979).
- 1914 :
  - Oscar Fraley (en), écrivain américain († 6 janvier 1994).
  - Félix Leclerc, poète et chanteur québécois († 8 août 1988).
  - Beatrice Straight, actrice américaine († 7 avril 2001).
- 1915 : Gary Merrill, acteur américain († 5 mars 1990).
- 1916 : Zein al-Sharaf Talal (زين الشرف بنت جميل  en arabe), cousine et épouse du roi Talal de Jordanie, reine et mère du roi Hussein, grand-mère du roi Abdallah etc. († 26 avril 1994).
- 1917 : Renée Nantet (née Renée Claudel), dernière enfant en vie de l'écrivain Paul Claudel et nièce de Camille, à ce titre probable cogérante de leurs patrimoines († 23 janvier 2021).
- 1920 :
  - Robert Bobin, athlète de triple saut puis dirigeant sportif français († 10 février 1994).
  - Robert de Boissonneaux de Chevigny, évêque catholique français, spiritain et évêque émérite de Nouakchott, en Mauritanie († 11 juin 2011).
  - François Flohic, résistant et vice-amiral breton et français, aide de camp du général de Gaulle au temps de sa présidence († 5 septembre 2018).
  - Louis Pauwels, journaliste et écrivain français († 28 janvier 1997).
  - Georgette Piccon, artiste peintre française († 12 décembre 2004).
  - Pierre Viansson-Ponté, journaliste français († 7 mai 1979).
- 1921 : Simone Valère, actrice française († 11 novembre 2010).
- 1923 :
  - René Biénès, joueur de rugby français († septembre 2009).
  - Shimon Peres (שמעון פרס), homme politique israélien, président de l'État d'Israël de 2007 à 2014 († 28 septembre 2016).
  - Marie-Charlotte Saint Girons, géographe et mammalogiste française († 22 mars 1995).
- 1924 :
  - James Baldwin, auteur américain († 1er décembre 1987).
  - Ángel Luis Bienvenida, matador espagnol († 3 février 2007).
  - Joe Harnell, pianiste, arrangeur et chef d'orchestre américain († 14 juillet 2005).
  - Carroll O'Connor, acteur américain († 21 juin 2001).
- 1925 :
  - Marie-Gabrielle de Luxembourg, princesse de Luxembourg, comtesse de Holstein-Ledreborg († 9 février 2023).
  - John McCormack (en), joueur de hockey sur glace canadien († 22 février 2017).
  - Jorge Rafael Videla, président-dictateur argentin de 1976 à 1981 († 17 mai 2013).
- 1926 :
  - Georges Habache (جورج حبش), nationaliste palestinien, fondateur du Front populaire de libération de la Palestine († 26 janvier 2008).
  - Hang Thun Hak (ហង្ស ធុនហាក់), homme politique cambodgien, premier ministre de 1972 à 1973 († 18 avril 1975).
- 1927 : Jacqueline Donny, Française élue Miss Paris 1947 puis Miss France 1948 (la 18e en titre) et Miss Europe 1948 († 14 février 2021).
- 1929 : 
  - Zeca Afonso, compositeur portugais († 23 février 1987).
  - Kateb Yacine (Yacine Kateb dit), écrivain algérien († 28 octobre 1989).
- 1931 : Viliam Schrojf, footballeur tchécoslovaque puis slovaque († 1er septembre 2007).
- 1932 :
  - Leo Boivin, joueur canadien de hockey sur glace († 15 octobre 2021).
  - Lamar Hunt, promoteur de sport américain, un des fondateurs de l’AFL et de la Major League Soccer († 13 décembre 2006).
  - Peter O'Toole, acteur irlandais († 14 décembre 2013).
  - Sha'ari Tadin, homme politique singapourien († 13 décembre 2009).
- 1934 : Valeri Bykovski (Валерий Фёдорович Быковский), cosmonaute soviétique († 27 mars 2019).
- 1937 : Garth Hudson, musicien canadien du groupe The Band.
- 1938 :
  - Dave Balon, joueur de hockey sur glace professionnel canadien († 29 mai 2007).
  - Michael John Brougham, pair et homme politique britannique.
  - Pierre de Bané, homme politique et sénateur québécois d’origine palestinienne († 9 janvier 2019).
  - Albert du Roy, journaliste belge d'expression francophone.
  - Yvonne Rüegg, skieuse alpine suisse.
- 1939 : Wes Craven, réalisateur américain († 30 août 2015).
- 1941 : François Weyergans, écrivain et réalisateur franco-belge académicien († 27 mai 2019).
- 1942 :
  - Isabel Allende, écrivain chilienne.
  - Leo Beenhakker, entraîneur de football néerlandais.
  - Louis Falco, danseur et chorégraphe américain († 26 mars 1993).
  - André Gagnon, pianiste, compositeur et arrangeur québécois.
  - Ilija Pantelić, footballeur puis entraîneur yougoslave puis serbe († 17 novembre 2014).
- 1944 : Jim Capaldi, batteur, chanteur et auteur britannique du groupe Traffic († 28 janvier 2005).
- 1945 :
  - Joanna Cassidy, actrice américaine.
  - Jean Chabot, réalisateur, scénariste et acteur québécois († 11 octobre 2003).
- 1946 :
  - Yves Beneyton, acteur français.
  - Michel Corringe, chanteur français († 2 octobre 2001).
  - Angelo Pellegrino (it), acteur italien.
- 1947 :
  - Julie Arel, chanteuse québécoise.
  - Massiel (María Félix de los Ángeles Santamaría Espinosa dite), chanteuse et actrice espagnole.
- 1948 :
  - Cornel Dinu, footballeur roumain.
  - Robert « Bob » Keith Rae, homme politique canadien, 21e premier ministre de l’Ontario de 1990 à 1995.
- 1949 : Lucie Lachapelle, chanteuse québécoise.
- 1950 : Mathieu Carrière, acteur allemand également francophone.
- 1951 :
  - Andrew Gold, chanteur, instrumentiste et compositeur américain († 3 juin 2011).
  - Joe Lynn Turner, chanteur américain de rock.
- 1952 : Alain Giresse, joueur et entraîneur français de football.
- 1953 :
  - Peter-Michael Kolbe, rameur de skiff allemand.
  - Marjo (Marjolène Morin dite), auteure-compositrice et interprète québécoise.
  - Butch Patrick, acteur américain.
- 1954 : Sammy McIlroy, joueur et gérant de football irlandais.
- 1955 :
  - Anne Lacaton, architecte française.
  - Gail Neall, nageuse australienne, championne olympique.
  - Muriel Robin, comédienne et humoriste française.
- 1956 : Michèle Bernier, comédienne et humoriste française.
- 1957 : Ángel Herrera, boxeur cubain, champion olympique.
- 1961 : Gustav Weder, bobeur suisse.
- 1964 :
  - Frank Biela, pilote de courses automobile d'endurance allemand.
  - John Cullen, joueur de hockey sur glace professionnel canadien.
  - Mary-Louise Parker, actrice américaine.
- 1966 : Tim Wakefield, joueur de baseball américain.
- 1967 : Aaron Krickstein, joueur de tennis américain.
- 1968 : Stefan Effenberg, footballeur allemand.
- 1969 :
  - Cedric Ceballos, basketteur américain.
  - Fernando Couto, joueur de football portugais.
  - Nazim Hüseynov, judoka azerbaïdjanais, champion olympique.
- 1970 :
  - Tony Amonte (Anthony Lewis Amonte dit), joueur de hockey sur glace américain.
  - Kevin Smith, directeur de film et acteur américain.
- 1971 :
  - Alice Evans, actrice britannique.
  - Michael Hughes, joueur de football irlandais.
  - Messmer (Éric Normandin dit), artiste de l’hypnose québécois.
- 1972 :
  - Paul Burke, joueur et entraîneur de basket-ball américain naturalisé suédois.
  - Federico Méndez, joueur de rugby argentin.
  - Daniele Nardello, cycliste italien.
  - Corinne Rey-Bellet, skieuse alpine suisse († 30 avril 2006).
- 1973 :
  - Éric Deflandre, footballeur belge.
  - Karina Habšudová, joueuse de tennis tchécoslovaque puis slovaque.
  - Susie O'Neill, nageuse australienne, double championne olympique.
- 1974 :
  - Angel Boris, mannequin de charme et actrice américaine.
  - Kimmo Savolainen, sauteur à ski finlandais.
- 1975 :
  - Hüseyin Beşok, basketteur turc.
  - Nathaliya Moguilevskaya, chanteuse, actrice et productrice ukrainienne.
- 1976 :
  - Reyes Estévez, athlète de demi-fond espagnol.
  - Stéphane Gomez, nageur en eau libre français.
  - Kati Wilhelm, biathlète allemande.
  - Sam Worthington, acteur australien.
- 1977 : Edward Furlong, acteur américain.
- 1979 : 
  - Donna Air, personnalité médiatique, chanteuse et actrice anglaise.
  - Kye Sun-hui, judoka nord-coréenne, championne olympique.
  - Reuben Kosgei, athlète kényan, champion olympique du 3 000 m steeple.
- 1980 : Ivica Banović, joueur de football croate.
- 1981 :
  - Aleksander Emelianenko (Александр Владимирович Емельяненко), pratiquant russe de sambo et de combat libre.
  - Morris Finley, basketteur américain.
  - Florence Hainaut, journaliste belge.
- 1982 : Hélder Postiga, joueur de football portugais.
- 1983 : Michel Fernandes Bastos, joueur de football brésilien.
- 1984 : Giampaolo Pazzini, joueur de football italien.
- 1985 :
  - Jimmy Briand, joueur de football français.
  - Antoinette Nana Djimou, athlète française spécialiste de l'heptathlon.
  - Simon Niepmann, rameur suisse.
  - Harry Smith, catcheur canado-américano-britannique.
- 1989 :
  - Priscilla Betti, chanteuse française.
  - Julia Longorkaye, athlète handisport kényane.
  - Matteo Trentin, coureur cycliste italien.
- 1991 : Evander Kané, joueur de hockey sur glace professionnel canadien.
- 1992 :
  - Hallie Kate Eisenberg, actrice américaine.
  - Charli XCX, auteure-compositeure-interprète britannique.
  - Oussama Sahnoune, nageur algérien.
  - Eriq Zavaleta, footballeur international salvadorien, également citoyen américain.
  - Charlotte Darodes, joueuse de pétanque française.
  - Greg Austin, acteur britannique.
  - Michael van den Ham, coureur cycliste canadien, spécialiste du cyclo-cross.
  - Olivia Price, skipper australienne.
  - Camille Bruyas, athlète française.
  - Hallie Eisenberg, actrice américaine.
  - Bie Ge, athlète chinois, spécialiste du 200 mètres.
  - Amelia Walsh, coureuse cycliste canadienne
  - José Ramón Barreto, acteur et chanteur vénézuélien.
  - Mike Egger, personnalité politique suisse.
  - Eddy Israfilov, footballeur hispano-angolais naturalisé azerbaïdjanais.
- 1995 : Kristaps Porziņģis, basketteur letton.
- 1996 : Pomme (Claire Pommet dite), chanteuse, auteure, compositrice française.
- 2000 : 
  - Casey Dawson, patineur de vitesse américain.
  - Siham Es Sad, coureuse cycliste marocaine.
  - Ibrahima Kébé, footballeur malien.
  - Mohammed Kudus, footballeur ghanéen.
  - Varvara Gracheva, joueuse de tennis franco-russe.
  - Hailey Langland, snowbordeuse américaine.
  - Aaron Molinas, footballeur argentin.

### XXIesiècle
- 2001 : Moa Boström Müssener, skieuse alpine suédoise.
- 2002 : Fran Miholjević, coureur cycliste croate.
- 2006 : Héctor Fort, footballeur espagnol.

## Décès

### IIIesiècleav. J.-C.
- 216 av. J.-C. : Paul(-)Émile (Lucius Æmilius Paullus dit), général et homme d'État romain, deux fois consul de l'année, en 219 et ladite 216 av. J.-C. où il est tué lors de la bataille de Cannes victorieuse aux Carthaginois ci-avant (° à une date non connue bien qu'a priori avant 250 av. J.-C.).

### IIIesiècle
- 257 : Étienne Ier, 23e pape depuis 254 (° non précisée).

### VIIesiècle
- 686 : Jean V, 82e pape de l’Église catholique de 685 à 686 (° vers 635).

### Xesiècle
- 914 ou 923 : Plegmund, archevêque de Canterbury (° non précisée).
- 924 : Ælfweard, prince et peut-être roi du Wessex (° vers 900).

### XIesiècle
- 1100 : Guillaume II, roi d’Angleterre de 1087 à 1100, fils de Guillaume le Conquérant (° 1060).

### XIIIesiècle
- 1222 : Raymond VI, comte de Toulouse (° 27 octobre 1156).

### XIVesiècle
- 1316 : Louis de Bourgogne, roi titulaire de Thessalonique, prince d'Achaïe (° 1297).
- 1343 : Olivier IV de Clisson, noble breton, fils d'Olivier III de Clisson, dont la décapitation sur ordre du roi de France Philippe VI de Valois décide de la vocation de femme pirate de sa veuve née Jeanne de Belleville (° 27 janvier 1298 / v. 1300).

### XVIesiècle
- 1511 : Andrew Barton, marin écossais (° v. 1466).
- 1589 : Henri III, roi de Pologne et grand-duc de Lituanie de 1573 à 1575, puis roi de France de 1574 à 1589 (° 19 septembre 1551).

### XVIIIesiècle
- 1776 : Louis François de Bourbon-Conti, prince de Conti, militaire français (° 13 août 1717).
- 1788 : Thomas Gainsborough, artiste anglais (° 14 mai 1727).
- 1799 : Jacques-Étienne Montgolfier, inventeur de la montgolfière (° 6 janvier 1745).

### XIXesiècle
- 1815 : Guillaume Marie-Anne Brune, maréchal d'Empire français, mort assassiné (° 13 mai 1763).
- 1823 : Lazare Carnot, mathématicien, physicien, général et homme politique français (° 13 mai 1753).
- 1849 : Méhémet Ali (محمد على باشا), vice-roi d'Égypte de 1805 à 1848 (° 4 mars 1769).
- 1860 : Josef Abenthung, compositeur et organiste autrichien (° 19 février 1779)
- 1876 : Wild Bill Hickok (James Butler Hickok dit), personnage mythique de l'Ouest américain (° 27 mai 1837).
- 1897 : « El Gallo » (Fernando Gómez García dit), matador espagnol (° 18 août 1847).

### XXesiècle
- 1903 : Edmond Nocard, vétérinaire français (° 29 janvier 1850).
- 1914 :
  - Albert Mayer, militaire allemand. Il est le premier soldat allemand tué au cours de la Première Guerre mondiale (° 24 avril 1892).
  - Jules André Peugeot, militaire français. Il est le premier soldat français tué au cours de la Première Guerre mondiale (° 11 juin 1893).
- 1921 : Enrico Caruso, ténor d’opéra italien (° 25 février 1873).
- 1922 : Alexander Graham Bell, inventeur britannique (° 3 mars 1847).
- 1923 : Warren Gamaliel Harding, homme politique américain, 29e président des États-Unis de 1921 à 1923 (° 2 novembre 1865).
- 1930 : Clarence Hobart, joueur de tennis américain (° 27 juin 1870).
- 1932 : Dan Brouthers, joueur de baseball américain (° 8 mai 1858).
- 1934 :
  - Paul von Hindenburg, militaire et homme politique allemand, maréchal, président de l’Allemagne de 1925 à 1934 (° 2 octobre 1847).
  - Lucille Younge, actrice américaine, d’origine française (° 1er janvier 1892).
- 1936 : Louis Blériot, constructeur d’avions et pilote français (° 1er juillet 1872).
- 1939 : Harvey Spencer Lewis, fondateur américain de l’AMORC (° 25 novembre 1883).
- 1945 : Pietro Mascagni, compositeur italien d’opéras (° 7 décembre 1863).
- 1951 : John Paine, tireur américain (° 8 avril 1870).
- 1955 : Alfred Lépine, joueur de hockey sur glace professionnel québécois (° 30 juillet 1901).
- 1959 : Jean Benoit-Lévy, réalisateur et producteur français de cinéma (° 25 avril 1888).
- 1967 : Henryk Berlewi, peintre et dessinateur polonais (° 20 octobre 1894).
- 1969 : Harry Hyland, joueur de hockey sur glace canadien (° 2 janvier 1889).
- 1971 : 
  - Anton Grylewicz, ouvrier et homme politique allemand social-démocrate puis communiste (° 8 janvier 1885).
  - John McDermott, golfeur américain (° 8 août 1891).
- 1972 : Brian Cole (en), bassiste américain du groupe The Association (° 8 septembre 1942).
- 1973 : Jean-Pierre Melville, réalisateur français (° 20 octobre 1917).
- 1976 : Fritz Lang, réalisateur autrichien (° 5 décembre 1890).
- 1978 : Carlos Chávez, compositeur mexicain (° 13 juin 1899).
- 1979 : Thurman Munson, joueur de baseball américain (° 7 juin 1947).
- 1985 : Frank Faylen, acteur américain (° 8 décembre 1905).
- 1986 : Roy Cohn, avocat américain (° 20 février 1927).
- 1988 : Raymond Carver, écrivain américain (° 25 mai 1938).
- 1990 : Norman Maclean, écrivain américain (° 23 décembre 1902).
- 1992 : 
  - Michel Berger, auteur-compositeur-interprète français (° 28 novembre 1947).
  - Pierre Bourgeois, médecin et homme politique français (° 12 février 1915).
  - Giovanni Cattozzo, joueur puis entraîneur de football italien (° 13 juillet 1925).
  - Thomas W. Blackburn, scénariste et compositeur américain (° 1913).
  - Alair Gomes, photographe brésilien (° 20 décembre 1921).
- 1993 : Guido Del Mestri, cardinal italien,  pro-nonce apostolique au Kenya (en), puis délégué apostolique au Mexique (en), pro-nonce apostolique au Canada et enfin nonce apostolique en Allemagne (° 13 janvier 1911).
- 1996 :
  - Michel Debré, homme politique français, co-rédacteur de la Constitution de la Ve République en 1958, premier ministre de 1959 à 1962 sous la présidence de Gaulle, académicien (° 15 janvier 1912).
  - James Pichette, peintre français (° 1er août 1891).
  - Obdulio Varela, footballeur uruguayen (° 20 septembre 1917).
- 1997 : 
  - William S. Burroughs, écrivain américain (° 5 février 1914).
  - Charles Bauza Donwahi, ingénieur et homme politique ivoirien (° 15 janvier 1926).
  - Fela Kuti, chanteur, saxophoniste, chef d'orchestre et homme politique nigérian (° 15 octobre 1938).
  - James Krüss, écrivain allemand (° 31 mai 1926).
- 1998 : 
  - Hector Delfosse, accordéoniste et compositeur belge (° 28 avril 1925).
  - Shari Lewis, marionnettiste américain (° 17 janvier 1933).

### XXIesiècle
- 2001 : Ronald Townson (en), chanteur américain et fondateur du groupe The 5th Dimension (° 20 janvier 1933).
- 2003 :
  - Peter Safar, médecin, professeur d'anesthésie-réanimation américain (° 12 avril 1924).
  - Joseph Saidu Momoh, homme politique sierraléonais, président de la Sierra Leone, de novembre 1985 au 29 avril 1992 (° 26 janvier 1937).
- 2004 :
  - François Craenhals, auteur de bandes dessinées belge (° 15 novembre 1926).
  - José Pastoriza, footballeur puis entraîneur argentin (° 23 mai 1942).
- 2005 : Philippe Trouvé, peintre et poète français (° 3 mars 1936).
- 2006 :
  - Max Havart, compositeur français (° 3 avril 1924).
  - Maurice Kriegel-Valrimont, militant communiste français de la Résistance intérieure[6] (° 14 mai 1914).
  - Johannes Willebrands, cardinal néerlandais, ancien archevêque d'Utrecht, doyen d'âge des cardinaux (° 4 septembre 1909).
- 2007 :
  - Ed Brown, joueur américain de football américain (° 26 octobre 1928).
  - Carmen Cerdeira, avocate et femme politique espagnole (° 27 septembre 1958).
  - Holden Roberto, homme politique angolais (° 12 janvier 1923).
- 2008 : Fujio Akatsuka (赤塚・不二夫), mangaka japonais (° 14 septembre 1935).
- 2009 :
  - Hironoshin Furuhashi, nageur japonais (° 16 septembre 1928).
  - Billy Lee Riley, chanteur et guitariste de rock'n'roll américain (° 5 mai 1933).
- 2010 : José María Silvero, footballeur et entraîneur argentin (° 21 septembre 1931).
- 2011 : 
  - Baruj Benacerraf, médecin et biologiste américain (° 29 octobre 1920).
  - Andreï Kapitsa, géographe et géologue britannique puis soviétique et russe (° 9 juillet 1931).
  - Attilio Pavesi, cycliste sur route italien (° 1er octobre 1910).
  - Venere Pizzinato, supercentenaire italienne (° 23 novembre 1896).
- 2012 :
  - Jimmy Jones, chanteur américain (° 2 juin 1937).
  - John Keegan, historien britannique (° 15 mai 1934).
  - Gilbert Prouteau, écrivain, cinéaste et athlète français (° 14 juin 1917).
- 2016 :
  - Terence Bayler, acteur néo-zélandais (° 24 janvier 1930).
  - Jonathan Borwein, mathématicien écossais (° 20 mai 1951).
  - Forbes Carlile (en), pentathlète et entraîneur de natation australien (° 3 juin 1921).
  - Anthony Philip John « Tony » Chater (en), éditeur de journaux et militant communiste britannique (° 21 décembre 1929).
  - Gordon Danby, physicien et inventeur américain (° 8 novembre 1929).
  - James Martin Hayes, prélat canadien, archevêque d'Halifax de 1967 à 1990 (° 27 mai 1924).
  - David Huddleston, acteur américain (° 17 septembre 1930).
  - René « Pepsi » Landry (en), homme politique canadien (° 21 mai 1937).
  - Franciszek Macharski, cardinal polonais, archevêque de Cracovie de 1979 à 2005 (° 20 mai 1927).
  - Juan Carlos Mesa (en), humoriste, scénariste et producteur argentin (° 15 mai 1930).
  - Sebastián Obermaier (es), missionnaire allemand (° 24 octobre 1934).
  - Álvaro Pérez Intriago (es), avocat et homme politique équatorien congressiste (parlementaire ?) de 1984 à 1986 puis de 1996 à 2002, maire de Quito de 1978 à 1982 (° 10 août 1936).
  - Gregory Earl « Greg » Stemrick (en) joueur de football américain (° 25 octobre 1951).
  - Neil Wilkinson (en), footballeur anglais (° 16 février 1955).
  - Ahmed Zewail (أحمد حسن زويل), chimiste égyptien, prix Nobel de chimie en 1999 (° 26 février 1946).
- 2017 : 
  - John Graham, joueur de rugby à XV néo-zélandais (° 9 janvier 1935).
  - Daniel Licht, compositeur américain (° 13 mars 1957).
  - Jim Marrs, essayiste américain et théoricien du complot (° 5 décembre 1943).
  - Ara Parseghian, joueur et entraîneur américain de football américain (° 21 mai 1923).
  - Ely Tacchella, footballeur international suisse (° 25 mai 1936).
- 2018 :
  - Givi Chikvanaya, joueur de water-polo soviétique puis russe (° 29 mai 1939).
  - Armand de Las Cuevas, coureur cycliste français (° 26 juin 1968).
- 2019 : Gunder Bengtsson, entraîneur de football suédois (° 2 février 1946).
- 2020 : 
  - Saïd Amara, footballeur et entraineur algérien (° 11 mars 1933).
  - Gregory Areshian, archéologue et historien arménien (° 13 mai 1949).
  - Marie-Hélène Descamps, journaliste et femme politique française (° 5 juillet 1938).
- 2021 : 
  - Alfonso Álvarez Gándara, avocat et homme politique espagnol (° 27 janvier 1939).
  - Lilia Aragon, actrice mexicaine (° 22 septembre 1938).
  - Marie-Françoise de L'Espinay, artiste peintre, dessinatrice et lithographe française (° 28 novembre 1927).
  - Peter Smith, homme politique britannique (° 29 juillet 1945).
  - Antonio de la Torre, footballeur mexicain (° 21 septembre 1951).
  - Yves de Wasseige, homme politique et économiste belge (° 13 mai 1926).
- 2023 : 
  - Paul Brodeur, écrivain et vulgarisateur scientifique américain (° 16 mai 1931).
  - Élisabeth de Chimay, aristocrate et femme de lettres belge (° 20 mars 1926).
  - Laurence Deonna, reporter photographe suisse (° 29 janvier 1937).
- 2024 : 
  - Tommy Cassidy, footballeur nord-irlandais (° 18 novembre 1950).
  - Michel Godard, homme politique français (° 8 novembre 1933).
  - Bernard Seillier, haut fonctionnaire et homme politique français (° 12 juillet 1941).

## Célébrations

### Internationale
Organisation mondiale de la santé (OMS) : deuxième journée internationale de la Semaine mondiale de l’allaitement maternel le lendemain de la première.

### Nationales
- Azerbaïdjan : fête du cinéma azéri dont ses réalisateurs de films.
- Costa Rica et christianisme catholique : Nuestra Señora de los Ángeles (en) / « Notre-Dame des Anges » commémorant la découverte d'une petite statue de la vierge et son enfant en 1636.
- Macédoine du Nord :
  - Ден на Републиката / Den na Republikata, « fête de la République » commémorant la première assemblée de l'ASNOM ;
  - Илинден / Ilinden signifiant « jour d'Élie » en macédonien et commémorant le début d'une insurrection contre l'Empire ottoman.
- Manitoba, Territoires du Nord-Ouest et Nunavut (Canada) : date possible du 1er au 7 août pour le Civic Holiday (en) chaque premier lundi du mois d'août (le 2 en 2010 ou 2021).
- Pologne : journée de commémoration du Porajmos.
- Russie : fête des troupes aéroportées de la fédération de Russie.

### Religieuse
Christianisme : translation des reliques de saint Étienne de Jérusalem à Constantinople en 428.

### Saints des Églises chrétiennes

#### Saints catholiques et orthodoxes du jour
- Auspice (Ier siècle), premier évêque d'Apt de 96 à 102 environ, qui aurait été envoyé par saint Clément Ier.
- Bohaire († vers 623) -ou « Berthaire », « Béthaire » ou « Boetharius »-, évêque de Chartres en Beauce (France).
- Centolle et Hélène († vers 304), vierges, martyres à Burgos en Vieille-Castille pendant les persécutions romaines ; date occidentale, fêtées le 13 août en Orient[8].
- Etheldrite († vers 834) -ou « Etheldritha », « Alfride », « Alfrède », « Alfrédie », « Alfreda » ou « Æthelswith »-, une des quatre filles du roi Offa de Mercie, recluse[9] à Croyland (aujourd'hui Crowland) dans le Lincolnshire en Angleterre.
- Eusèbe de Verceil († 371) -ou « Eusebio di Vercelli »-, évêque de Verceil en Piémont et martyr ; date occidentale, fêté la veille 1er août en Orient[10].
- Maxime de Padoue (entre IIe siècle et IVe siècle), possible deuxième évêque de Padoue en Vénétie, successeur de saint Prosdocime, confesseur et thaumaturge.
- Rutile († vers 211) -ou « Rutilius »-, martyr en Afrique romaine sous l'empereur Septime Sévère.
- Sérène († 601 ou 604) -ou « Sérénus », « Serenus »-, évêque de Marseille, confesseur ; célébré le 9 août par l'Église orthodoxe[11].
- Théodote († 304), martyre, brûlée vive à Nicée avec ses trois fils sous l'empereur romain Dioclétien ; célébrée aussi le 29 juillet[12] et, avec d'autres martyrs, le 22 décembre[13] par l'Église orthodoxe.

#### Saints et bienheureux catholiques du jour
- Étienne Ier († 257) - ou « Étiole », confesseur et 23e pape chrétien de 254 à sa mort terrestre[14].
- Gondacre d'Eichstätt (1019–1073) - ou « Guntaker », « Gundakar » ou « Gundekar »-, évêque d'Eichstätt en Bavière.
- Pierre Favre (1506 - 1546), Prêtre, l’un des premiers compagnons de saint Ignace de Loyola, cofondateur de la Compagnie de Jésus.
- Pierre d'Osma († 1109), archidiacre de Tolède et évêque d'Osma en Castille.
- Pierre-Julien Eymard (1811–1868), fondateur des « pères du Saint-Sacrement » célébré aussi les 1er août.
- Six martyrs de la guerre d'Espagne († 1936), bienheureux, prêtres, religieux et laïcs, martyrs sous la guerre civile espagnole (Philippe de Jésus Munarriz Azcona, Jean Diaz Nosti, Léonce Pérez Ramos, Zéphyrin Giménez Malla,François Calvo Burillo, François Tomas Serer)[15].

#### Saint orthodoxe du jour (aux dates éventuellement «juliennes»/ orientales)
- Basile le Bienheureux († 1552), fol-en-Christ et thaumaturge à Moscou[16].
- Basile de Koubensk (XVe siècle).

### Prénoms du jour
Bonne fête aux Julien et ses variantes : Giuliano, Jolyon, Julian, Julianne, Julianus, Julio, Juluan, Pierre-Julien, etc. (voir aussi les 16 février, 8 avril voire 12 avril).
Et aussi aux :
- Alfreda et ses variantes voire dérivés : Alfredia, Alfredine, Freda, Frida (voir souvent plutôt Frédérique les 18 juillet pour ces dernières, etc.) ;
- aux Friard.

## Traditions et superstitions

### Dictons
- « À la saint-Eusèbe, au plus tard, fais battre la gerbe. »[17] ou
- « À la saint-Eusèbe, ponte de poule est faible. »
- « Arrache le pas-d’âne à la saint-Eusèbe, il ne sortira plus jamais de la glèbe. »
- « Si l'on veut que le raisin tienne, faut du chaud à la saint-Étienne. »
- « Il faut cueillir les choux l’un des trois premiers jours d’août. »[18]

### Astrologie
Signe du zodiaque : onzième jour du signe astrologique du lion.

## Toponymie
Plusieurs voies, places, sites ou édifices de pays ou provinces francophones contiennent la date du 2 août dans leur nom sous différentes graphies possibles : voir Deux-Août.